# Liste des guerres du Kosovo
Cette liste regroupe les guerres et conflits ayant vu la participation du Kosovo. Voici une légende facilitant la lecture de l'issue des guerres ci-dessous :
- Victoire kosovare
- Défaite kosovare
- Autre résultat (par exemple un traité ou une paix sans un résultat clair, un statu quo ante bellum, un résultat inconnu ou indécis)
- Conflit en cours

## République du Kosovo
| Début       | Fin          | Nom du conflit   | Belligérants | Belligérants   | Lieu   | Issue                                                    |
| Début       | Fin          | Nom du conflit   | Alliés (y compris le Kosovo) | Ennemis        | Lieu   | Issue                                                    |
| ----------- | ------------ | ---------------- | --- | -------------- | ------ | -------------------------------------------------------- |
| 6 mars 1998 | 10 juin 1999 | Guerre du Kosovo | Armée de libération du Kosovo OTAN : Allemagne Belgique Canada Espagne États-Unis République tchèque Danemark France Italie Luxembourg Norvège Pays-Bas Portugal Royaume-Uni Turquie | RF Yougoslavie | Kosovo | Résolution 1244 du Conseil de sécurité des Nations unies |